# Shah Deniz
Shah Deniz est le plus important gisement de gaz d'Azerbaïdjan. Il est situé en mer Caspienne à environ 70 kilomètres du sud-est de Bakou, à 600 mètres de profondeur. La zone couvre environ 860 kilomètres carrés (330 milles carrés). S'étendant sur plus de 140 kilomètres carrés, le réservoir est semblable à l'île de Manhattan.
Il est considéré comme un lien fondateur pour le corridor gazier sud-européen, visant à apporter des volumes de gaz naturel supplémentaires et alternatifs aux pays membres de l'UE.

## Histoire
L'accord sur «l'exploration, le développement et le partage de production (PSA)» pour la région de Shah Deniz a été signé entre SOCAR et certaines compagnies pétrolières étrangères le 4 juin 1996. Le parlement azerbaïdjanais a confirmé le document «Exploration, développement et partage de production». (PSA) "le 4 octobre 1996. Découvert en 1999, le champ est exploité par un consortium réunissant BP et StatoilHydro à hauteur de 25,5 %, la SOCAR (10 %), Total S.A. (10 %), LukAgip, coentreprise d'ENI et de LUKoil (10 %), NIOC (10 %) et la TPAO (9 %).
Les condensats de gaz sont mélangés avec le pétrole du champ d'Azeri-Chirag-Guneshli et transporté vers les marchés occidentaux avec l'oléoduc Bakou-Tbilissi-Ceyhan sans avoir à passer par la Russie et l'Iran,,. 

## Actionnaires
Le champ de Shah Deniz est exploité par BP qui détient une part de 28,8%. Les autres partenaires comprennent TPAO (19%), SOCAR (16,7%), Petronas (15,5%), LUKoil (10%) et NIOC (10%).
Eni a cédé sa part de 5% à LUKOIL en juin 2004. Les désinvestissements ultérieurs incluaient les ventes antérieures à 10% des actions de Statoil en décembre 2013, à BP et à SOCAR qui les ont respectivement échangées à hauteur de 3,3% et 6,7% ainsi que la vente par Total SA en mai 2014 de sa part de 10% au TPAO turc,,. 
En octobre 2014, Statoil a vendu à Petronas sa participation restante de 15,5% dans le projet pour un montant de 2,25 milliards de dollars.

## Réserves
Les réserves de Shah Deniz sont estimées entre 1,5 milliard de barils (240 000 000 m3)  à 3 milliards de barils (480 000 000 m3)  d'équivalent pétrole de 50 à 100 milliards de mètres cubes de gaz. La production de gaz à ce jour à la fin de 2005 a été estimée à environ 7 milliards de mètres cubes (600 mmcf / jour en moyenne). Le champ de Shah Deniz contient également des condensats de gaz de plus de 400 millions de mètres cubes. 

## Pipeline
Le gazoduc du Caucase du Sud de 692 kilomètres (430 mi), qui a commencé à fonctionner fin 2006, transporte le gaz du champ de Shah Deniz dans le secteur azerbaïdjanais de la mer Caspienne vers la Turquie, en passant par la Géorgie.
Le condensat associé est mélangé avec le pétrole du champ ACG et est transporté en Turquie via la Géorgie, le long de l'oléoduc Bakou-Tbilissi-Ceyhan.

## Développements récents
Le système Shah Deniz a commencé à produire du gaz à la fin de décembre 2006, trois mois plus tard que prévu, et a été obligé de fermer brièvement en janvier 2007. L'Azerbaïdjan a annoncé que le champ n'avait redémarré que pour admettre qu'il avait été arrêté, pour quelques semaines, en raison de problèmes techniques. La fermeture a forcé la Géorgie à acheter des fournitures de gaz d'urgence à la Russie au prix du marché. La Géorgie espère que la production de Shah Deniz permettra au pays de réduire sa dépendance énergétique et politique vis-à-vis de la Russie.
En juillet 2007, l'usine de gaz de Shah Deniz à Sangatchal était entièrement opérationnelle, tous les acheteurs de Shah Deniz prenant le gaz.

## Phase 2
Les discussions de Shah Deniz-2 ont commencé en 2008, le sujet principal étant la sélection de voies de transport pour des volumes de gaz supplémentaires. Des négociations intenses d'une durée de cinq ans ont été finalisées avec la signature de la décision finale d'investissement (DIF) le 17 décembre 2013 à Bakou, en Azerbaïdjan.
Les discussions clés ont porté sur la sélection d'un pipeline pour acheminer le gaz supplémentaire du champ vers les marchés européens. Il a fallu des années de négociations pour réduire à près d'une douzaine de propositions les projets concurrents finaux, TAP et Nabucco. 
Neuf entreprises sont convenues de signer un accord de vente de gaz (GSA) avec le consortium:
- "Axpo Trading AG"
- "Bulgargaz EAD"
- "DEPA Public Gas Corporation de Grèce S.A."
- "Enel Trade SpA"
- "E.ON Global Commodities SE"
- "Gaz naturel Aprovisionamientos SDG SA'
- "GDF SUEZ S.A.'
- "Hera Trading srl'
- "Shell Energy Europe Limited"

Sur un total de 10 milliards de mètres cubes destinés à l'Europe, 1 milliard de mètres cubes ira en Bulgarie et en Grèce et le reste ira à des acheteurs dans d'autres pays, principalement en Italie.
Le projet comprendra deux autres plates-formes de gaz offshore reliées par des ponts, des puits sous-marins et une expansion de l'usine de gaz du terminal de Sangachal, pour un coût estimé à au moins 10 milliards de dollars.
Le coût global de l'expansion de la phase 2, y compris les étapes en amont et intermédiaires (canalisations TANAP et TAP), est estimé à environ 45 milliards de dollars. 
En décembre 2016, la Banque asiatique de développement a approuvé un total de 1 milliard de dollars d'aide publique et privée pour soutenir l'expansion du champ de Shah Deniz 2. L'aide consistait en un prêt de 500 millions de dollars accordé par le secteur privé à la Société par actions fermée du Corridor de gaz du Sudet en une garantie partielle de 500 millions de dollars garantis par des garanties souveraines. Cette garantie remboursera plus de 500 millions de dollars de prêts commerciaux consentis par un consortium de banques à la SCG.
Selon les résultats de fin d'année 2017, le gouvernement azerbaïdjanais a déboursé plus de 456 millions de dollars en coûts opérationnels et environ 1,176 milliard de dollars en coûts d'investissement sur le projet d'Azeri Chiraq Guneshli en 2017. 
Un accord (qui est modifié et reformulé) a été signé entre le gouvernement azerbaïdjanais et certaines entreprises internationales et SOCAR pour travailler ensemble sur le projet d'Azeri Chirag Guneshli et le partage de production le 14 septembre 2017, et ce contrat a été confirmé par l'Assemblée nationale de l'Azerbaïdjan, le 31 octobre,. 
La production totale d'Azeri Chirag Guneshli était d'environ 588 000 barils par jour dont 51 000 b / j depuis les plates-formes de Chirag, 137 000 b / j depuis les plates-formes de l'Azeri central, 124 000 b / j depuis les plates-formes de l'Azeri occidental et 82 000 b / j Azeri, 117 000 b / j depuis les plates-formes de Deepwater Gunashli, 77 000 b / j depuis les plates-formes de  « West Chirag »pendant un an (2017). 

## Acheminement
Le gaz naturel issu du gisement de Shah Deniz pourra être acheminé notamment vers l'Europe via un système de gazoducs en partie existant, décrit sous l'appellation générique de corridor sud.
Divers projets de conception de ce système de transport sont en concurrence, tels que Nabucco ou South Stream.